# Oudheidkamer Weststellingwerf
Oudheidkamer Weststellingwerf is een oudheidkamer in Wolvega in de Nederlandse provincie Friesland. De oudheidkamer is sinds 2009 gevestigd in een voormalige burgemeesterswoning (Hoofdstraat Oost 52) bij het Griffioenpark.

## Geschiedenis
Van 1954 tot 2009 was de oudheidkamer ondergebracht  in de molen Windlust. Hij werd geopend door burgemeester Huisman op 2 juli 1955. In de vaste collectie bevonden zich oude voorwerpen zoals rotanproducten, koperen gebruiksvoorwerpen, schaalmodellen van wagens. Ook was er Friese klederdracht van de achttiende eeuw te zien. Er was een schoollokaaltje uit 1920 te bezichtigen, met onder andere schoolbanken, telramen, leesboekjes en een lessenaar. Verder was er een huiskamer van rond 1900 nagemaakt en stond er een standbeeld van Pieter Stuyvesant in gips. 

## Collectie
- Oude kruidenierswinkel
- Oud klaslokaal
- Bedstee uit 1920
- Oude ambachten
- Op schaal nagebouwde houten voertuigen